# Ishida Shigenari
Pour les articles homonymes, voir Ishida.
Ishida Shigenari est un nom japonais traditionnel ; le nom de famille (ou le nom d'école), Ishida, précède donc le prénom (ou le nom d'artiste).
Ishida Shigenari (石田 重成, 1589-1641 ?) est un samouraï du début de l'époque d'Edo, aussi connu sous le nom de Sugiyama Gengo (杉山 源吾). Fils de Ishida Mitsunari, Shigenari sert comme obligé du clan Tsugaru du domaine de Hirosaki.